# هنري أ. مارش
هنري أ. مارش هو مصرفي وسياسي أمريكي، ولد في 7 سبتمبر 1836 في Southborough, Massachusetts ‏ في الولايات المتحدة، وتوفي في 6 نوفمبر 1914. نشط حزبياً في الحزب الجمهوري.